# 7261 Yokootakeo
A 7261 Yokootakeo (ideiglenes jelöléssel 1994 GZ) a Naprendszer kisbolygóövében található aszteroida. Kobajasi Takao fedezte fel 1994. április 14-én.